# Chalce Fossa
La Chalce Fossa è una struttura geologica della superficie di Marte.